# ナタリア・ナザロワ
ナタリア・ナザロワ （ロシア語: Наталья Викторовна Назарова、1979年3月24日- ）は、ロシアの陸上競技選手。400mと4×400mリレーの選手として活躍。2004年アテネオリンピックの銀メダリストである。

## 経歴
ナザロワは、1998年の世界ジュニア選手権の400mで優勝。また、4×400mリレーでも銀メダルと活躍。翌年の世界室内陸上では、4×400mリレーで、タチアナ・チェブキナ、スベトラーナ・ゴンチャレンコ、オルガ・コトリャロワとともに、3分24秒25の室内世界新記録で優勝を果たす。さらに、同年夏の世界選手権では、4×400mリレーで、室内と同じメンバーで挑み、3分21秒98 でアメリカとの激戦を制し、金メダルに輝いた。
ナザロワは、2000年シドニーオリンピックには、4×400mリレーの予選のみの出場となった。予選を勝ち上がったロシアはこの種目で銅メダルを獲得。ナザロワはメダル獲得に貢献した。2年後の2002年ヨーロッパ選手権でも4×400mリレーのメンバーとして、3分25秒59でドイツに次いで銀メダルを獲得した。
2003年、パリで開催された世界選手権では、400mで49秒98と、3位のセネガルのアミー・ムバケ・ティアムから遅れること100分の3秒差で惜しくもメダルを逃す。しかし、4×400mリレーでは、アメリカに次いで銀メダルを獲得した。
2004年アテネオリンピックでは、400mに出場したものの、決勝で8位という結果に終わる。しかし、4×400mリレーでは、オレシャ・クラスノモベツ、オレシャ・ジキナ、ナタリア・アントユフとともに、3分20秒16のタイムでアメリカに次いで2位となり、オリンピック銀メダリストとなる。
ナザロワは、2004年に、めったに行われることのない500m競走で、1分7秒36の世界新記録を樹立している。

## 自己ベスト
- 200m - 22秒77 (2004年)
- 400m - 49秒07 (2004年)

## 主な実績
| 年   | 大会                     | 場所                   | 種目         | 結果 | 記録      |
| ---- | ------------------------ | ---------------------- | ------------ | ---- | --------- |
| 1998 | 世界ジュニア陸上選手権   | アヌシー(フランス)     | 400m         | 1位  | 52秒02    |
| 1998 | 世界ジュニア陸上選手権   | アネシー(フランス)     | 4×400mリレー | 2位  | 3分32秒35 |
| 1999 | 世界室内陸上選手権       | 前橋(日本)             | 4×400mリレー | 1位  | 3分24秒25 |
| 1999 | 世界陸上選手権           | セビリヤ(スペイン)     | 400m         | 6位  | 50秒61    |
| 1999 | 世界陸上選手権           | セビリヤ(スペイン)     | 4×400mリレー | 1位  | 3分21秒98 |
| 2000 | ヨーロッパ室内陸上選手権 | ヘント(ベルギー)       | 400m         | 2位  | 51秒69    |
| 2002 | ヨーロッパ陸上選手権     | ミュンヘン(ドイツ)     | 4×400mリレー | 2位  | 3分25秒59 |
| 2003 | 世界室内陸上選手権       | バーミンガム(イギリス) | 400m         | 1位  | 50秒83    |
| 2003 | 世界室内陸上選手権       | バーミンガム(イギリス) | 4×400mリレー | 1位  | 3分28秒45 |
| 2003 | 世界陸上選手権           | パリ(フランス)         | 400m         | 4位  | 49秒98    |
| 2003 | 世界陸上選手権           | パリ(フランス)         | 4×400mリレー | 2位  | 3分22秒91 |
| 2004 | 世界室内陸上選手権       | ブダペスト(ハンガリー) | 400m         | 1位  | 50秒19    |
| 2004 | 世界室内陸上選手権       | ブダペスト(ハンガリー) | 4×400mリレー | 1位  | 3分23秒88 |
| 2004 | オリンピック             | アテネ(ギリシャ)       | 400m         | 8位  | 50秒65    |
| 2004 | オリンピック             | アテネ(ギリシャ)       | 4×400mリレー | 2位  | 3分20秒16 |
| 2005 | ユニバーシアード         | イズミル(トルコ)       | 400m         | 1位  | 51秒31    |
| 2006 | 世界室内陸上選手権       | モスクワ(ロシア)       | 4×400mリレー | 1位  | 3分24秒91 |
| 2007 | 世界陸上選手権           | 大阪(日本)             | 4×400mリレー | 4位  | 3分20秒25 |
| 2008 | 世界室内陸上選手権       | バレンシア(スペイン)   | 400m         | 2位  | 51秒10    |
| 2008 | 世界室内陸上選手権       | バレンシア(スペイン)   | 4×400mリレー | 1位  | 3分28秒17 |